# Dhaurahara
Dhaurahara (o Dhaurehra) è una suddivisione dell'India, classificata come nagar panchayat, di 18.882 abitanti, situata nel distretto di Lakhimpur Kheri, nello stato federato dell'Uttar Pradesh. In base al numero di abitanti la città rientra nella classe IV (da 10.000 a 19.999 persone).

## Geografia fisica
La città è situata a 28° 0' 0 N e 81° 4' 60 E e ha un'altitudine di 125 m s.l.m..

## Società

### Evoluzione demografica
Al censimento del 2001 la popolazione di Dhaurahara assommava a 18.882 persone, delle quali 10.059 maschi e 8.823 femmine. I bambini di età inferiore o uguale ai sei anni assommavano a 3.597, dei quali 1.810 maschi e 1.787 femmine. Infine, coloro che erano in grado di saper almeno leggere e scrivere erano 5.253, dei quali 3.399 maschi e 1.854 femmine.